# Angel Generation
Angel Generation（エンジェルジェネレーション、略称：エンジェネ）は、主に新潟県を活動拠点としていた女性アイドルグループ。運営は(株)Rine／Angel Generation事務局が行っていた。

## 概要

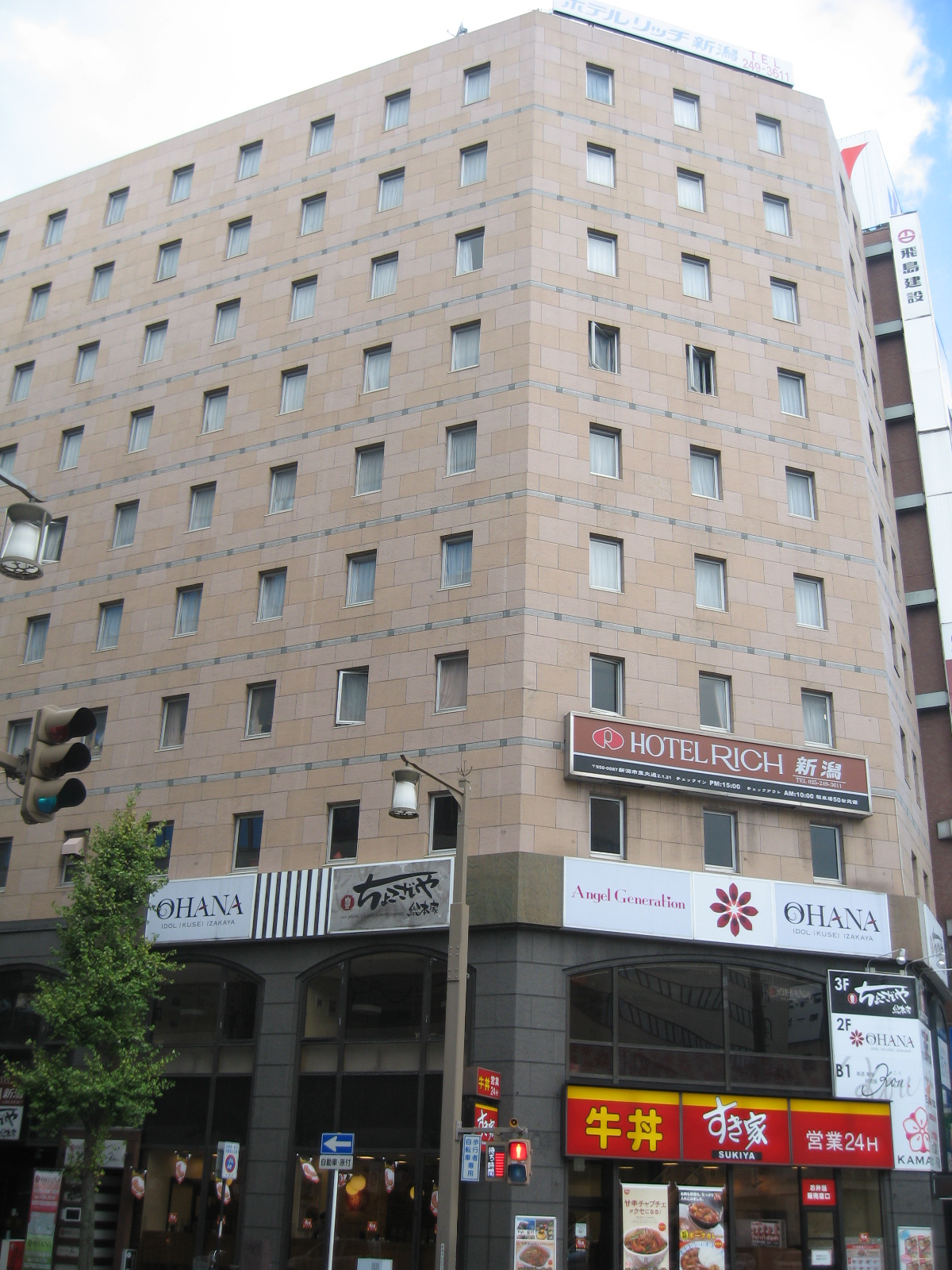
活動の拠点だったアイドル育成居酒屋OHANA（ホテルリッチ新潟の2階に入居していた）

普段はアイドル育成居酒屋OHANA（新潟市中央区東大通二丁目）のスタッフとして働きながら、毎夜3回程度、店内にてミニライブを行った。また、クリスマスやメンバーの誕生日などにはイベントが開催され、特別な盛り上がりを見せた。
新潟県内を中心に多くのイベントに参加しており、ジモドルフェスタ2013では東京でのパフォーマンスも行った。
公式サイトによれば、Angel Generationの名前には、「メンバー全員、皆様の天使となって、癒しを、そして元気をあたれることができればと、そんな願いがこめられています。」とのこと。
2017年3月OHANA閉店。同年9月解散。

## 略歴
- 2011年
  - 9月21日 中央区東大通一丁目にアイドル育成居酒屋KAMADO開店。活動を開始。
  - 11月14日 名称がAngel Generationに決定する。
- 2012年
  - 3月3日 中央区東大通二丁目にアイドル育成居酒屋OHANA（1号店）が開店し、ステージデビュー。ステージ併設の同店舗に活動の拠点を移す。
  - 3月31日 1stシングル「SAKURAガール☆」発売。
- 2013年
  - 3月31日 1stアルバム「ONE」発売。
  - 7月4日 中央区東大通一丁目にエンターテイメントビストロOHANA（2号店）開店。team i、team bの2チーム体制となる（それぞれIzakaya, Bistroの頭文字より）。
- 2014年
  - 1月13日 ビストロOHANA閉店とともにメンバーは合流し、活動する事に。
- 2015年
  - 2月22日 新潟市中央区「えんとつシアター」にて、OHANA以外では初となるワンマンライブを開催。
- 2017年
  - 3月 アイドル育成居酒屋OHANAが閉店。以降は外部イベントでのみ活動を行う。
  - 9月21日 イタリアン居酒屋COU（こう）（旧：アイドル育成居酒屋OHANA）でラストライブを行い、グループは解散した。

## メンバー
（2017年9月） 

### 最終メンバー
| 名前   | 愛称       | イメージカラー | 生年月日(年齢)        | 加入時期等 | 備考                                                                           |
| ------ | ---------- | -------------- | --------------------- | ---------- | ------------------------------------------------------------------------------ |
| AIKA   | あいちゃん | ブルー         | 1995年1月19日（30歳） | 2013年秋   | team b出身、ビストロ OHANA閉店と同時に一時卒業。 その後、2014年5月下旬に復帰。 |
| HARUKA | はるちゃん | ピンク         | 1995年6月16日（29歳） | 2014年6月  |                                                                                |

### 以前に在籍したメンバー
| 名前    | 愛称         | イメージカラー | 生年月日(年齢)         | 加入時期等           | 備考                                                                          |  |
| ------- | ------------ | -------------- | ---------------------- | -------------------- | ----------------------------------------------------------------------------- |  |
| SARA    |              |                | 1994年10月3日（30歳）  | 1期生                | 2012年05月頃卒業。                                                            |  |
| AIRI    | あいりん     | グリーン       | 1993年11月5日（31歳）  | 2期生                | 2013年03月10日卒業。                                                          |  |
| REINA   | れいにゃん   | イエロー       | 1994年1月12日（31歳）  | 2期生                | 2013年1月12日卒業。 その後、ビストロ OHANAで復帰したが、閉店と同時に卒業。    |  |
| TSUBASA | つーちゃん   | ブルー         |                        | ビストロ OHANA開店時 | 2013年7月頃卒業。                                                             |  |
| NARUMI  | なるる       | レッド         | 1993年3月4日（32歳）   | ビストロ OHANA開店時 | 2013年10月頃卒業。                                                            |  |
| HIRARI  | ひらりん     | オレンジ       | 1993年8月27日（31歳）  | ビストロ OHANA開店時 | 2013年10月頃卒業。                                                            |  |
| YURINA  | ゆりーね     | パープル       | 1988年8月1日（36歳）   | ビストロ OHANA開店時 | 2013年12月頃卒業。                                                            |  |
| AYAKO   | あやねぇ     | グリーン       | 1991年2月1日（34歳）   | 1期生                | 元サブリーダー。2014年2月1日ステージメンバーを卒業。2014年4月10日正式に卒業。 |  |
| MISATO  | みったん     | オレンジ       | 1992年10月10日（32歳） | 1期生                | 2014年6月1日卒業。                                                            |  |
| SHIORI  | おしりん     | ピンク         | 1993年3月15日（31歳）  | 1期生                | 元リーダー。2014年6月21日卒業。                                               |  |
| SAYAKA  | さやちぃ     | ピンク         | 1992年1月15日（33歳）  | ビストロ OHANA開店時 | 元team bリーダー。2014年10月18日卒業。                                        |  |
| AYA     | あーにゃ     | レッド         | 1990年7月1日（34歳）   | 2013年6月            | 元研究生。2015年1月4日卒業。                                                  |  |
| RINA    | りなちん     | Ｚオレンジ     | 1996年9月1日（28歳）   | 2014年6月            | 元研究生。2015年3月卒業。                                                     |  |
| SAKI    | さっきー     | ミントグリーン | 1995年8月13日（29歳）  | 2013年秋             | 2015年3月卒業。                                                               |  |
| YUKARI  | ゆかりんご   | イエロー       | 1996年4月25日（28歳）  | 3期生                | 2015年3月卒業。                                                               |  |
| KAHO    | かほてぃ〜ぬ | 浅葱色         | 1990年8月12日（34歳）  | 1期生                | 2015年3月31日卒業。                                                           |  |
| MASAKO  | まさお       | バイオレット   | 1993年6月9日（31歳）   | 2期生リーダー        | 2017年2月卒業（卒業後もサポートメンバーとして解散まで外部イベントに参加）。   |  |
| MIKU    | みっちぇる   | グリーン       | 1989年12月17日（35歳） | ビストロ OHANA開店時 | team b出身。 2014年3月よりステージ活動は休止し、スタッフとして解散まで活動。  |  |

## ディスコグラフィ

### シングル
- SAKURAガール☆（2012年3月31日発売）
  1. SAKURAガール☆
  2. Your Smile
  3. SAKURAガール☆ -inst-
  4. Your Smile -inst-

### アルバム
- ONE（2013年3月31日発売）
  1. 初恋フロマージュ
  2. Magic!
  3. べいびぃ❤べいびぃ
  4. ニイガタPower!
  5. キラキラ
  6. SAKURAガール☆（2013ver）
  7. Your Smile（2013ver）
  8. 君のために

### 映像作品（DVD）
- SAKURAガール☆（2012年4月16日発売）

### その他

#### コンピレーションCD
- IDOL SUMMIT vol.1（2012年09月12日発売）
  - べいびぃ❤べいびぃ（5曲目）収録
- Japan Idol File（2013年05月01日発売）
  - SAKURAガール☆（Disc-1 12曲目）収録
- SHE OF JAPAN（2014年03月05日発売 9〜16曲目収録） アフタースクール学園 × Angel Generation
  - SAKURAガール☆
  - Your Smile 〜あなたの笑顔が見たいから〜
  - 初恋フロマージュ
  - べいびぃ♡べいびぃ
  - MAGIC!
  - キラキラ
  - 君のために
  - 君の未来（Live Ver.）

## 出演

### イベント
- 2012年
  - 9月16日 阿賀野川フェスティバル2012[4]
  - 12月29日 道pro感謝祭〜道のはじまり〜[5]
- 2013年
  - 7月15日 めいすいくんキャラバン [6]
  - 8月3日 第18回 味方地区ふるさと納涼まつり [7]
  - 8月8日 たまニコアゲイン2013 －NIIGATA－ [8]
  - 8月25日 ジモドルフェスタ2013[3]
  - 9月15日 阿賀野川フェスティバル2013 [9]

（他多数）

### TV
- きらっと新潟 「ニイガタ“夜”を巡る冒険」 （NHK新潟 2013年7月19日 19:30-19:55）

### ラジオ
- Gottcha!! （エフエムラジオ新潟  ＤＮＡ活性化計画/今週のフクロとじ）
- 午後も一番 すっきりワイド（BSNラジオ　Angel Generationのゴゴイチ！）

### 映画
- ペーパーロード （2012年）

### インターネット配信
- Angel Generationのロコドルの部屋 （ブルー・ミュージックチャンネル内 毎週木曜日22:00-23:00）
- レクスタTV （土曜日 15:00-16:00 不定期）

## その他
- 通常、研究生を経てから正規メンバーになれる。研究生の期間はあまりステージやイベントには出演せず、主にスタッフとして活動する。
- 以前、メンバーの卒業は正式に発表されないこともあったが、14年1月以降は全てのメンバーについて告知する旨が発表された[10]。